# One Tambon One Product
One Tambon One Product (OTOP, Thai: โอทอป - Eine Gemeinde, ein Produkt) ist ein Programm zur Förderung privaten Unternehmertums, welches vom ehemaligen thailändischen Premierminister Thaksin Shinawatra während seiner Regierungszeit von 2001 bis 2006 ins Leben gerufen wurde. Das Programm zielt darauf ab, in jedem Tambon (thailändische Verwaltungseinheit, etwa: „Gemeinde“) ein einzigartiges Produkt zur Vermarktung sowohl im ganzen Land wie auch international zu fördern.
Thaksins Idee stammt von Japans erfolgreicher „One-Village-One-Product“-Bewegung (OVOP) sowie auf den Philippinen und Taiwan - „One Town, One Product“ (OTOP). Ebenso wie dort wird die Dorfgemeinschaft aufgefordert, ein spezielles Produkt je Dorf auszuwählen, dessen Qualität und Marketing dann gezielt verbessert wird. Dieses Produkt wird dann auf dem thailändischen Markt durch die OTOP-Organisation bekannt gemacht. 
OTOP umfasst eine Vielzahl verschiedener lokaler Produkte, wie Kunsthandwerk, Webstoffe und Kleidung aus Baumwolle und Seide, Töpferei, Mode-Accessoires, Haushalts-Gegenstände, Kosmetik, Möbel aus Rattan und Bambus sowie Lebensmittel.
Nach dem Militärputsch 2006 wurde das OTOP-Programm zunächst aufgegeben, später dann aber wieder aufgenommen.
Es gibt im ganzen Land etwa 36.000 OTOP-Gruppen, die jeweils zwischen 30 und 3000 Mitglieder haben. Sakda Siridechakul, der Präsident der OTOP-Vereinigung von Chiang Mai, sagte in einem Interview: „OTOP hat dazu beigetragen, dass das Einkommen vieler Leute in den Dörfern gestiegen ist. Es gibt den kleinen lokalen Herstellern das Gefühl, Teil der globalen Wirtschaft zu sein.“